# Páramo (Lugo)
Páramo (oficialmente y en gallego O Páramo) es un municipio y un núcleo de población español situado en el centro de la provincia de Lugo, en la comunidad autónoma de Galicia. Pertenece a la comarca de Sarria.

## Etimología
El nombre de Páramo viene del latín Paramiensis. La primera referencia que se hace a este nombre es en un pergamino anónimo del año 1078. Este nombre solo era episcopal.

## Historia
La primera referencia que se hace al condado de Páramo es en el Concilio de Lugo, que duró del 569 al 572 después de Cristo. Se habla sobre este concilio en el libro de Xoan Pallares e Gaioso (1614-1698) titulado "Argos Divina, Nuestra Señora de los ojos grandes", en el que dice: "No Concilio Lucense, segundo consta no arquivo da igrexa, reinando Teodomiro, sinaláronse os límites de cada condado." ("Durante el concilio Lucense, según los archivos de la Iglesia, reinando Teodomiro, se señalaron los límites de cada condado"). En tiempos romanos, aproximadamente 170 Cristianos fueron asesinados  en el monte de Páramo.
Alrededor del Campo de la Feria el ayuntamiento fue construyendo edificios públicos que pasaron a constituir un nuevo núcleo de población, O Páramo. En 2006 se cambió la capitalidad municipal de Trebolle a este núcleo poblacional que forma parte de la parroquia de Villarmosteiro.

## Organización territorial
El municipio está formado por ciento quince entidades de población distribuidas en dieciocho parroquias:
- Aday[6]
- Friolfe (San Xoán)
- Gondrame (Santa María)
- Grallás (Santo Estebo)[5]
- Moscán (Santa María Magdalena)[5]
- Neira (Santa María Magdalena)[5]
- Piñeiro (San Salvador)
- Riascos[6]
- Ribas de Miño (Santiago)
- Ribera[6]
- Saá[6] (Santiago)[5][7]
- San Andrés de la Ribera[6]
- San Vicente de Gondrame
- Torre[6]
- Villafiz[6]
- Villarmosteiro[6]
- Villasante[6]
- Villeiriz[6]

## Geografía humana

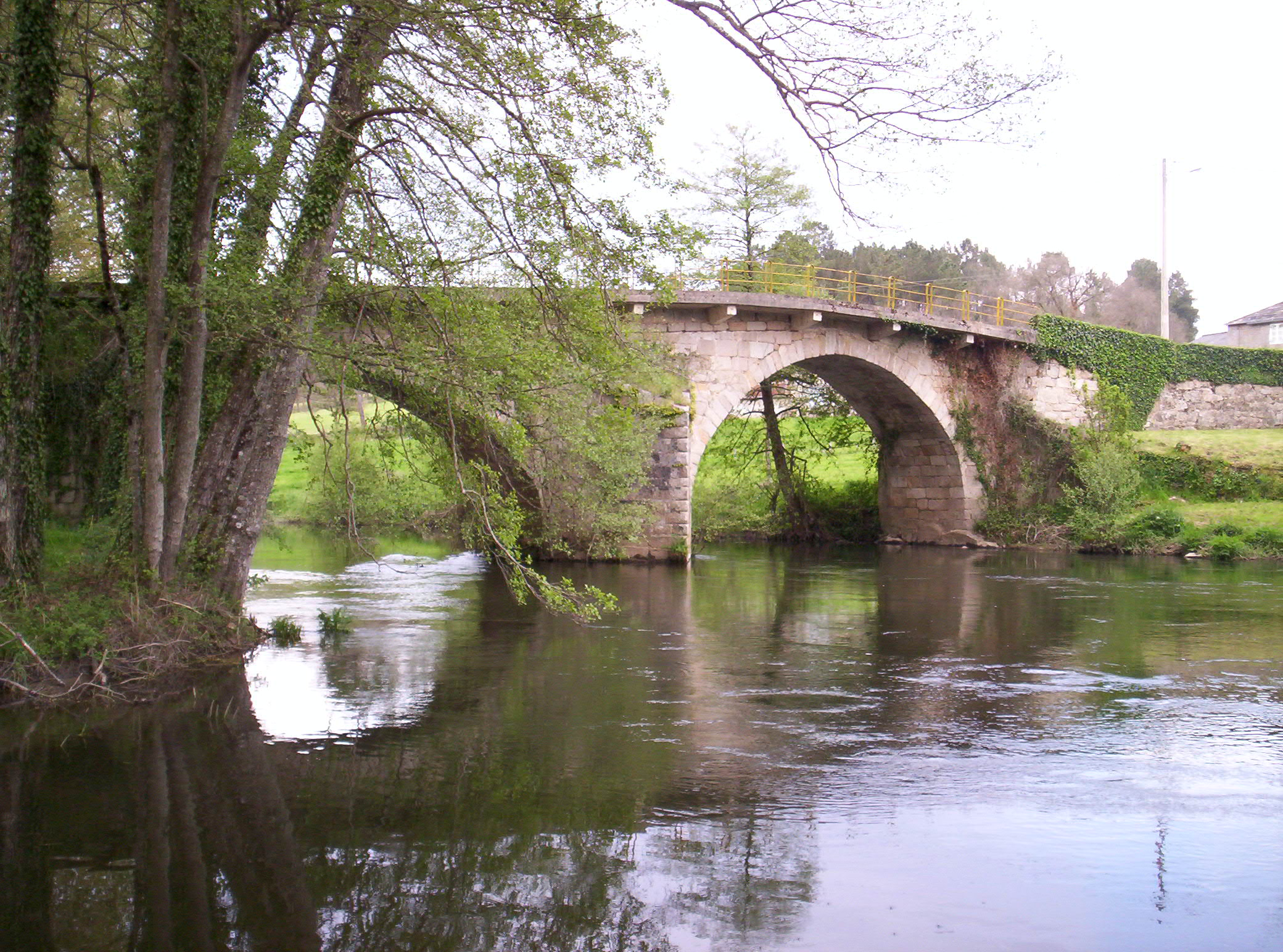
Vista parcial de un puente que cruza el río Neira.

### Demografía
Cuenta con una población de 1296 habitantes (INE 2024).
| Gráfica de evolución demográfica de O Páramo entre 1842 y 2021 |
| |
| Población de derecho según los censos de población del INE Población de hecho según los censos de población del INEEn estos censos se denominaba Páramo: 1842, 1857, 1860, 1877, 1887, 1897, 1900, 1910, 1920, 1930, 1940, 1950, 1960, 1970 y 1981 |

#### Núcleo de población
| Gráfica de evolución demográfica de O Páramo entre 2010 y 2020 |
|                                                                |
| Datos según el nomenclátor publicado por el INE.               |